# Xampanya
|  | Aquest article tracta sobre la regió. Vegeu-ne altres significats a «Xampanya (dansa)». |

Xampanya, o la Xampanya (en francès Champagne), és una regió històrica del nord-est de França, que forma part de la regió administrativa del Gran Est. La capital històrica és Troyes si bé actualment la ciutat principal és Reims. És la regió d'origen del xampany.

## Història
Habitada per gals, com catalauns, rems, triscases, meldes, lingons i senonenses, en temps de l'Imperi Romà formava part de la Gallia Lugdunensis i estava habitada ja per francs i burgundis. Va ser un ducat depenent d'Austràsia des de 570 a 714.
Durant l'Edat Mitjana, aquesta província va obtenir un fort renom a Europa Occidental a causa de les nombroses fires agrícoles que es desenvolupaven allí. És famosa també per la producció del xampany.
Comprenia cinc departaments: Aisne, Aube, Alt Marne, Marne i Sena i Marne. Les ciutats de Troyes, Reims i Épernay eren els principals centres de comerç.
Després de convertir-se en comtat a inicis del segle XII, la província de Xampanya va ser unida a la corona francesa gràcies al matrimoni de Joana I de Navarra amb Felip el Bell, rei des de 1285. La província va obtenir de nou la seua autonomia amb la mort del sobirà en 1314, però Lluís X la va unir definitivament a la corona.